# Metilentetrahidrometanopterina deshidrogenasa
La metilentetrahidrometanopterina deshidrogenasa (EC 1.5.98.1) es una enzima que cataliza la siguiente reacción química:
Por lo tanto los dos sustratos de esta enzima son 5,10-metilentetrahidrometanopterina y coenzima F420, mientras que sus dos productos son 5,10-meteniltetrahidrometanopterina y coenzima F420 reducida.

## Clasificación
Esta enzima pertenece a la familia de las oxidorreductasas, más específicamente a aquellas que actúan sobre grupos CH-NH como dadores de electrones utilizando otros aceptores de electrones conocidos.

## Nomenclatura
El nombre sistemático de esta clase de enzimas es 5,10-metilenotetrahidrometanopterina:coenzima-F420 oxidorreductasa. Otros nombres de uso común pueden ser N5,N10-metilenotetrahidrometanopterina deshidrogenasa, y 5,10-metilenotetrahidrometanopterina deshidrogenasa.

## Papel biológico
Esta enzima se encuentra involucrada en la formación de metano a partir de dióxido de carbono en la arqueobacteria metanógena Methanobacterium thermoautotrophicum.

## Estudios estructurales
Hasta el año 2007, se habían resuelto cuatro estructuras para esta clase de enzimas las cuales poseen los siguientes códigos de acceso a PDB: 1QV9, 1U6I, 1U6J, y 1U6K.